# JoAnn E. Manson

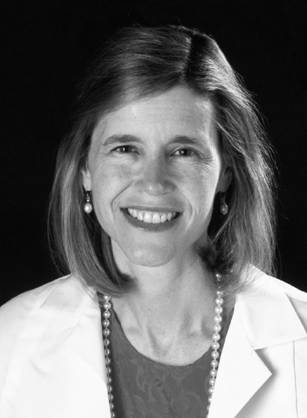
JoAnn Manson (2003)

JoAnn Elisabeth Manson (* 14. April 1953 in Cleveland, Ohio) ist eine US-amerikanische Internistin, Epidemiologin und Präventionsmedizinerin mit Schwerpunkt Frauengesundheit.

## Herkunft und Ausbildung
Manson wurde 1953 in Cleveland geboren. Ihr Vater war Ingenieur bei der NASA, ihre Mutter Sozialarbeiterin im Gesundheitsbereich. Auf der High School entwickelte sie großes Interesse an Chemie, sie hatte aber auch künstlerische Neigungen wie Malen, Bildhauerei und Harfespielen.
Sie schloss 1975 ein Biologie-Studium an der Harvard University ab und studierte im Anschluss bis 1979 Medizin an der Case Western Reserve School of Med. Bis 1984 absolvierte sie ein Epidemiologiestudium an der Harvard School of Public Health und promovierte 1987 in diesem Fach.

## Karriere
Von 1987 bis 1989 Manson erwarb sie ihre Facharztausbildung in Innere Medizin, Endokrinologie und Metabolism. Ihre Hauptforschungsgebiete sind Präventionsmedizin, die Epidemiologie chronischer Erkrankungen, speziell der Risikofaktoren für Herz-Kreislauf-Erkrankungen, Diabetes mellitus und Krebserkrankungen bei Frauen. Sie ist Forschungskoordinatorin mehrerer Studienprogramme des National Institutes of Health, z. B. der Women’s Health Initiative des Vanguard Clinical Center am Brigham and Women’s Hospital in Boston, des Women's Antioxidant and Folic Acid Cardiovascular Trial, der Untersuchung Biochemical and Genetic Risk Factors for CVD in Women und des Vitamin D and Omega-3 Trial (VITAL). Manson leitet auch die multizentrische COSMOS Studie, die die Effekte von Inhaltsstoffen der Kakaobohne und einer Supplementierung mit Multivitaminpräparaten auf kardio-vaskuläre Erkrankungen und Krebs untersucht und ist auch an der Koordination der Kronos Early Estrogen Prevention Study beteiligt. Manson ist Mitglied zahlreicher Fachgesellschaften und ist Herausgeberin und Fachberaterin vieler medizinischer Fachzeitschriften.
Um medizinische Informationen auch der Öffentlichkeit zugänglich zu machen, ist Manson Mitherausgeberin der Zeitschrift Glamour. In dieser Publikation veröffentlicht sie monatlich eine Kolumne unter der Überschrift „Your Doctor Is In“, wie sie auch Gesundheitsbeiträge für den Gesundheits-Newsletter Bottom Line/Women's Health schreibt. Sie trägt auch viele Videos für die medizinische Website Medscape bei.

## Anerkennungen und Würdigungen
- 2002 „Henry Ingersoll Bowditch Award for Excellence in Public Health“ der „Massachusetts Medical Society“[13]
- 2003 „Women in Science Award“ der American Medical Women’s Association
- 2005 Aufnahme in die Association of American Physicians
- 2006 Fellowship der American Association for the Advancement of Science
- 2006 „Women's Professional Achievement Award“ des Harvard Colleges[14]
- 2007 „Postmenopausal Cardiovascular Health Research Award“ der „North American Menopause Society“
- 2008 „Henry Burger Research Prize“ der „International Menopause Society“[15]
- 2010 „American Heart Association’s Population Research Prize“[16]
- 2011 Aufnahme in das „Institute of Medicine of the National Academies“[17]
- 2011 „American Heart Association’s Distinguished Scientist Award“[18]

## Veröffentlichungen

### Journal-Artikel
Manson war Autorin oder Mitautorin von mehr als 600 peer-reviewten medizinischen Publikationen.
Im Juli 2021 war Manson mit einem h-Index von 294 gemäß der auf Google Scholar basierenden Website Ranking Web of Universities hinter dem psychiatrischen Epidemiologen Ronald C. Kessler (300) die am zweithäufigsten zitierte Forscherin der Welt.

### Bücher
- The 30-Minute Fitness Solution : A Four-Step Plan For Women of All Ages. Cambridge, Mass., Harvard University Press. 2001. ISBN 0-674-00479-5
- Hot Flashes, Hormones, and Your Health. New York, McGraw-Hill. 2006. ISBN 0-07-146862-5
- Healthy Women, Healthy Lives. New York, New York, Simon and Schuster. 2001. ISBN 0-684-85519-4
- Prevention of Myocardial Infarction (Hrsg.) New York, New York, Oxford University Press 1996. ISBN 0-19-508582-5
- Clinical Trials in Heart Disease (Hrsg.) Elsevier Saunders 2004. ISBN 0-7216-0408-0

## Privatleben
JoAnn Manson ist mit Christopher Ames verheiratet und hat zwei Kinder.